# Moose Jaw (ancienne circonscription fédérale)
Pour les articles homonymes, voir Moose Jaw (homonymie).
Moose Jaw fut une circonscription électorale fédérale de la Saskatchewan, représentée de 1908 à 1953 et de 1968 à 1988.
La circonscription de Moose Jaw a été créée en 1907 avec des parties d'Assiniboia-Ouest et de Calgary. En 1924, une partie de la circonscription fut transférée dans Willow Bunch. Abolie en 1952, elle fut redistribuée parmi Assiniboia, Moose Jaw—Lake Centre et Rosetown—Biggar. 
La circonscription réapparut en 1966 avec des parties Assiniboia, Moose Jaw—Lake Centre, Rosetown—Biggar, Rosthern, Saskatoon et de Swift Current. À nouveau abolie en 1987, elle fut redistribuée parmi Moose Jaw—Lake Centre et Regina—Lumsden.

## Députés
1908 - 1953
1. 1908-1917 — William Erskine Knowles, PLC
2. 1917-1921 — John Alexander Calder, CON
3. 1921-1923 — Robert Milton Johnson, PPC
4. 1923-1925 — Edward Nicholas Hopkins, PPC
5. 1925-1930 — John Gordon Ross, PLC
6. 1930-1935 — William Addison Beynon, CON
7. 1935-1945 — John Gordon Ross, PLC (2)
8. 1945-1953 — Wilbert Ross Thatcher, CCF

1968 - 1988
1. 1968-1972 — John L. Skoberg, NPD
2. 1972-1984 — Doug Neil, PC
3. 1984-1988 — William Andrew Gottselig, PC

- CCF = Co-Operative Commonwealth Federation
- CON = Parti conservateur du Canada (ancien)
- NPD = Nouveau Parti démocratique
- PC = Parti progressiste-conservateur
- PLC = Parti libéral du Canada
- PPC = Parti progressiste du Canada